# Comuna Litînea, Drohobîci
Litînea (în ucraineană Літиня) este o comună în raionul Drohobîci, regiunea Liov, Ucraina, formată din satele Horodkivka și Litînea (reședința).

## Demografie
Componența lingvistică a comunei Litînea
     Ucraineană (99,54%)
     Alte limbi (0,37%)
Conform recensământului din 2001, majoritatea populației comunei Litînea era vorbitoare de ucraineană (99,54%), existând în minoritate și vorbitori de alte limbi.